# The Wood Violet
The Wood Violet è un cortometraggio muto del 1912 scritto e diretto da Ralph Ince.

## Produzione
Il film fu prodotto dalla Vitagraph Company of America.

## Distribuzione
Distribuito dalla General Film Company, il film - un cortometraggio in una bobina - uscì nelle sale cinematografiche statunitensi il 27 novembre 1912. Le riprese del film avvennero a Saratoga Springs, negli USA.